# Little Annie Fanny
Little Annie Fanny è una serie a fumetti ideata da Harvey Kurtzman e Will Elder di genere umoristica ma con elementi di satira della società americana contemporanea e dei suoi costumi sessuali, raccontata senza dare giudizi morali e senza fare retorica, in modo originale e acuto. La serie esordì nel 1962 sulla rivista per adulti Playboy come parodia di un'altra serie a fumetti del periodo, Little Orphan Annie.

## Storia editoriale
L'editore Hugh Hefner incaricò nel 1962 gli autori Harvey Kurtzman e Will Elder di realizzare una serie a fumetti per il mensile Playboy che poi esordì a ottobre dello stesso anno con un episodio privo di titolo di sei pagine - poi conosciuto come "Madison Avenue". La serie venne edita per circa venticinque anni. In Italia la Magic Press che ne ha pubblicato l'intera antologia divisa in due volumi.

## Trama
Annie Fanny è un'ingenua e formosa giovane donna americana. La sua vita, scandita da avventure a volte comiche a volte rocambolesche, la portano in giro per il mondo e sempre a contatto con i personaggi dell'attualità: che siano del mondo della politica, della musica, del cinema. Incapace di scoraggiarsi, vive tutto con leggerezza, senza notare le tragicomiche contraddizioni che le si rivelano nel corso degli eventi.

## Personaggi
- Annie Fanny: Giovane ragazza americana dal fisico procace e dall'animo ingenuo, accompagnato da un costante sorriso da bambola. Il suo successo con gli uomini le permette di lavorare come richiestissima testimonial pubblicitaria o, all'occorrenza, come attrice. Inoltre, gode della compagnia di pochi ma stabili fidanzati (o “boyfriend”), responsabili di molte delle avventure di Fanny. La sua esclamazione preferita è “Rane salterine!” (in ingl. Leapin' Lizard!).
- Ruthie: Comparsa già nel primo episodio, Madison Avenue, Ruthie è la coinquilina di Annie e personaggio ricorrente nella serie.
- Benton Battbarton: Uno dei tanti “boyfriend” di Annie, il suo nome deriva da due delle principali agenzie pubblicitarie degli anni Sessanta: Benton&Bowles, Inc. e Batten, Barton, Durstine & Osborne. Comparso già nell'episodio Maidson Avenue è un personaggio che apparirà frequentemente come particolarmente geloso ed irritabile per quanto riguarda Annie e i suoi corteggiatori, non indifferente al fascino del denaro e delle armi.
- Ralphie Towzer: Uno dei più giovani boyfriend di Annie. Versione a colori di un'altra invenzione di Kurtzman ed Elder, Goodman Beaver, Ralphie si distingue per il buon cuore e i saldi ideali, sebbene in futuro, in linea con le esperienze della gioventù americana, si darà al consumo di droghe e ad uno stile di vita contestatario, hippie. Comparso per la prima volta nell'episodio Christmas Office Party, il suo aspetto intellettuale, diverso da quello dell'antenato Goodman, va ricercato negli occhiali e nella pipa del drammaturgo Arthur Miller.
- Papi Beisoldoni (Sugardaddy Bigbucks): Rapace uomo d'affari e protettore di Annie, la sua prima apparizione si registra nell'episodio che porta il suo nome. Parodia del personaggio Daddy Warbucks della striscia “Little Orphan Annie” di Harold Gray, è servito da due temibili tirapiedi: Vespa e Shazam. Magnate ed imprenditore, si interessa prevalentemente ad affari illeciti quali il traffico di armi senza tuttavia disprezzare investimenti nell'esercito americano favorendo sommosse e tentativi di colpi di stato. La sua fitta rete di legami interpersonali lo rendono il salvatore per eccellenza di Annie nei momenti più inaspettati e nelle situazioni più drammatiche.
- Shazam: Braccio destro indiano di Papi Beisoldoni, parodia di Punjab, personaggio del fumetto “Little Orphan Annie”. Il suo nome è un riferimento al comic book Captain Marvel.
- Il Vespa (The Wasp): Tuttofare letale di Papi Beisoldoni, è la parodia di The Asp (l'aspide), personaggio della striscia “Little Orphan Annie”. Solly Brass: Sfacciato e truffaldino agente di Annie, il suo aspetto è un omaggio all'attore Phil Silvers e al ruolo che interpretava nel serial TV Sgt. Bilko. Compare per la prima volta nell'episodio Films, Italian Style, dove dimostra di essere disposto a tutto per raggiungere il successo ed il denaro.
- Freddie Flink:Comico sfortunato comparso in The Unhappy Comic e in Kennedy Jokes. Ritrovatosi con Annie per spalla, la presenza della ragazza decreta il suo insuccesso e l'emarginazione a mero cicaleccio di fondo alle curve della sorridente valletta.
- Duncan Fyfe Hepplewhite: Un pittore povero che si volge al passato incapace di apprezzare e produrre opere moderne che incontrino i gusti “pop” contemporanei. Comparso in The Artist, il pittore assume Annie come modella e, poi, nonostante il successo da abile falsario di opere d'arte cerca in tutti i modi di evitare di pagarla. Alla fine dell'episodio viene mostrato durante il suo arresto.
- Wanda Homefree: Audace e provocante amica di Annie, compare in The Talent Contest, dove sin dagli inizi dimostra il suo carattere spiccatamente aggressivo e pieno di iniziativa. Wanda, giovane e formosa, crede di aver capito ormai tutto della psiche maschile, che si aspetta dalle donne solo un rapporto fisico e perciò non cerca nient'altro che nei suoi compagni che storie di sesso e divertimento.
- Huck Buxton: Collega e rivale di Battburton, appare per la prima volta in Yuletide One-Upmanship. Conosciuta Annie in una orgiastica festa natalizia d'ufficio, cerca di rubare le attenzioni della ragazza a Buttburton, suo rivale d'ora in poi canonico. Il suo aspetto ed in particolare gli incisivi sporgenti sono ispirati all'attore britannico Terry Thomas.